# Edgard De Caluwé
Edgard De Caluwé  (* 1. Juli 1913 in Denderwindeke; † 16. Mai 1985 in Geraardsbergen) war ein belgischer Radrennfahrer.

## Sportliche Laufbahn
Im Jahre 1933 gewann Edgard De Caluwé die Belgien-Rundfahrt in der Kategorie der Unabhängigen (Fahrer ohne Vertrag). Im Jahr darauf bekam einen Vertrag bei Dilecta-Wolber. Im selben Jahr gewann er das Eintagesrennen Paris–Brüssel sowie das 178 Kilometer lange Rennen Bordeaux–Paris. 1934 und 1935 startete De Caluwé bei der Tour de France. 1935 wurde er jeweils Zweiter auf zwei Etappen, kam aber beide Male nicht in Paris an. 1936 entschied er eine Etappe Tour du Nord für sich und wurde Dritter der Gesamtwertung, 1937 gewann er zwei Etappen und belegte Rang zwei. Ebenfalls 1937 siegte er auf einer Etappe der Internationalen Deutschland-Rundfahrt und wurde Achter, zudem wurde er Siebter bei Paris–Roubaix. 1938 gewann er die Flandern-Rundfahrt, bei der er im Jahr darauf nochmals Zweiter wurde.
Der Zweite Weltkrieg verhinderte weitere bedeutende Erfolge von De Caluwé. 1945 gewann er den GP Victor Standaert und den Grote Prijs Beeckman, 1947 beendete er seine Radsportlaufbahn und eröffnete in Ninove einen Autohandel. De Caluwé gehörte zu einer Gruppe von Radfahrern, die sich nach dem Radsportler Kamiel Beeckman De Beeckmanvrienden nannte, daraus entstand der Denderclub Ninove, der jährlich den Grote Prijs Beeckman-De Caluwé organisiert.
De Caluwé starb 1985 im Alter von 71 Jahren an einem Herzanfall während einer Fahrradtour am Fuße der Mauer von Geraardsbergen, die Teil der Flandern-Rundfahrt ist. In Ninove erinnert ein Denkmal an den Moment seines Sieges bei dieser Rundfahrt im Jahre 1938.

## Erfolge
1933
- Belgien-Rundfahrt (Unabhängige)

1935
- Paris–Brüssel
- Bordeaux–Paris

1936
- eine Etappe Tour de Nord

1937
- zwei Etappen Tour de Nord
- eine Etappe Internationale Deutschland-Rundfahrt

1938
- Flandern-Rundfahrt

1945
- GP Victor Standaert

## Teams
- 1934–1947 Wolber